# 哈薩克斯坦的羅馬尼亞人
羅馬尼亞人，是哈薩克斯坦的少數族群，在根據1999年哈薩克人口普查，有594名羅馬尼亞人和19460名摩爾多瓦人生活在哈薩克。非正式估計大約有40，000人。哈薩克的大多數羅馬尼亞人來自比薩拉比亞，赫爾扎地區和北布科維納地區，所有這些都曾經是羅馬尼亞的一部分。他們主要分散在該國北部，儘管一些羅馬尼亞人也居住在南部，包括前哈薩克首都阿拉木圖及其周邊地區。
羅馬尼亞人通過幾次移民浪潮來到哈薩克。第一次是在俄羅斯帝國統治比薩拉比亞時代。一些羅馬尼亞人在俄羅斯當局承諾分配土地後遷徒到現代哈薩克，有些人後來返回，而另一些人則留下來。第二波浪潮是蘇聯遣送比薩拉比亞和北布科維納人的結果，許多羅馬尼亞人被帶到哈薩克，也被帶到西伯利亞等其他地方。
據羅馬尼亞媒體報導，該國的大多數羅馬尼亞人實際上被哈薩克當局視為摩爾多瓦人。據稱，這並不是因為他們自我認同，而是因為在哈薩克，一個人的種族是由他們父親的種族決定的，由於蘇聯統治哈薩克，許多人被記錄為摩爾多瓦人。只有少數羅馬尼亞人在該國被正式認為是羅馬尼亞人，主要是因為他們是二戰羅馬尼亞戰俘的後裔。
哈薩克的羅馬尼亞人沒有正式的羅馬尼亞正教會教堂，所以他們像該國其他非俄羅斯裔東正教少數民族一樣參加俄羅斯東正教教堂禮拜。兩個羅馬尼亞村莊在阿克托貝州倖存下來。分別是比薩拉布卡（現在稱為Saryqobda）和摩爾多瓦卡。